# Christophe Pierre
Christophe Louis Yves Georges Pierre (Rennes, 30. siječnja 1946.), francuski je prelat Katoličke Crkve. Od 2016. obnaša službu apostolskog nuncija u SAD-u. Prethodno je služio kao apostolski nuncij u Meksiku, Ugandi i Haitiju.
Papa Franjo je 9. srpnja 2023. godine najavio da ga planira imenovati kardinalom na konzistoriju zakazanom za 30. rujna. Na tom konzistoriju imenovan je kardinalom-đakonom crkve San Benedetto fuori Porta San Paolo.